# Narain Karthikeyan
Kumar Ram Narain Karthikeyan, född 14 januari 1977 i Coimbatore i Tamil Nadu, är en indisk racerförare.

## Racingkarriär
Karthikeyan började köra racing 1994 i Formel Ford Zetec. Han körde formel 3 1999-2000 och formel 3000 2001. Därefter har Karthikeyan bland annat varit testförare för formel 1-stallen Jaguar och Jordan och kört i World Series by Nissan.
Karthikeyan tävlade i formel 1 2005 som andreförare i Jordan och blev därmed Indiens förste formel 1-förare. Hans främsta merit är fjärdeplatsen i skandalloppet i USA 2005. Karthikeyan var testförare för Williams åren 2006 och 2007. Han var sedermera ordinarie förare för HRT-Cosworth under de första åtta loppen av säsongen 2011 samt under hela säongen 2012.

## F1-karriär
| Säsong | Stall/Tillverkare | Poäng | Placering |
| ------ | ----------------- | ----- | --------- |
| 2005   | Jordan-Toyota     | 5     | 18        |
| 2011   | HRT               | 0     | 26        |
| 2012   | HRT               | 0     | 24        |